# Siegfried Buchenau (Kaufmann)
Carl Ludwig Siegfried Buchenau (* 30. November 1870 in Bremen; † 16. September 1932) war ein deutscher Kaufmann, Gutspächter und Kunstsammler des frühen 20. Jahrhunderts.

## Leben
Siegfried Buchenau war das vierte Kind des Bremer Botanikers und Pädagogen Franz Georg Philipp Buchenau und seiner Frau Margarethe Auguste, geb. Adami († 1905). Der Numismatiker Heinrich Buchenau war sein ältester Bruder.
Er ging nach Mexiko, heiratete Anna Emilie, geb. Vermehren und war in Torreón sehr erfolgreich im Landhandel tätig. Gemeinsam mit seinem Schwiegervater, dem Vizekonsul des Deutschen Reichs in Torreon Julius (Julio) A. Vermehren besaß er dort große Landflächen.

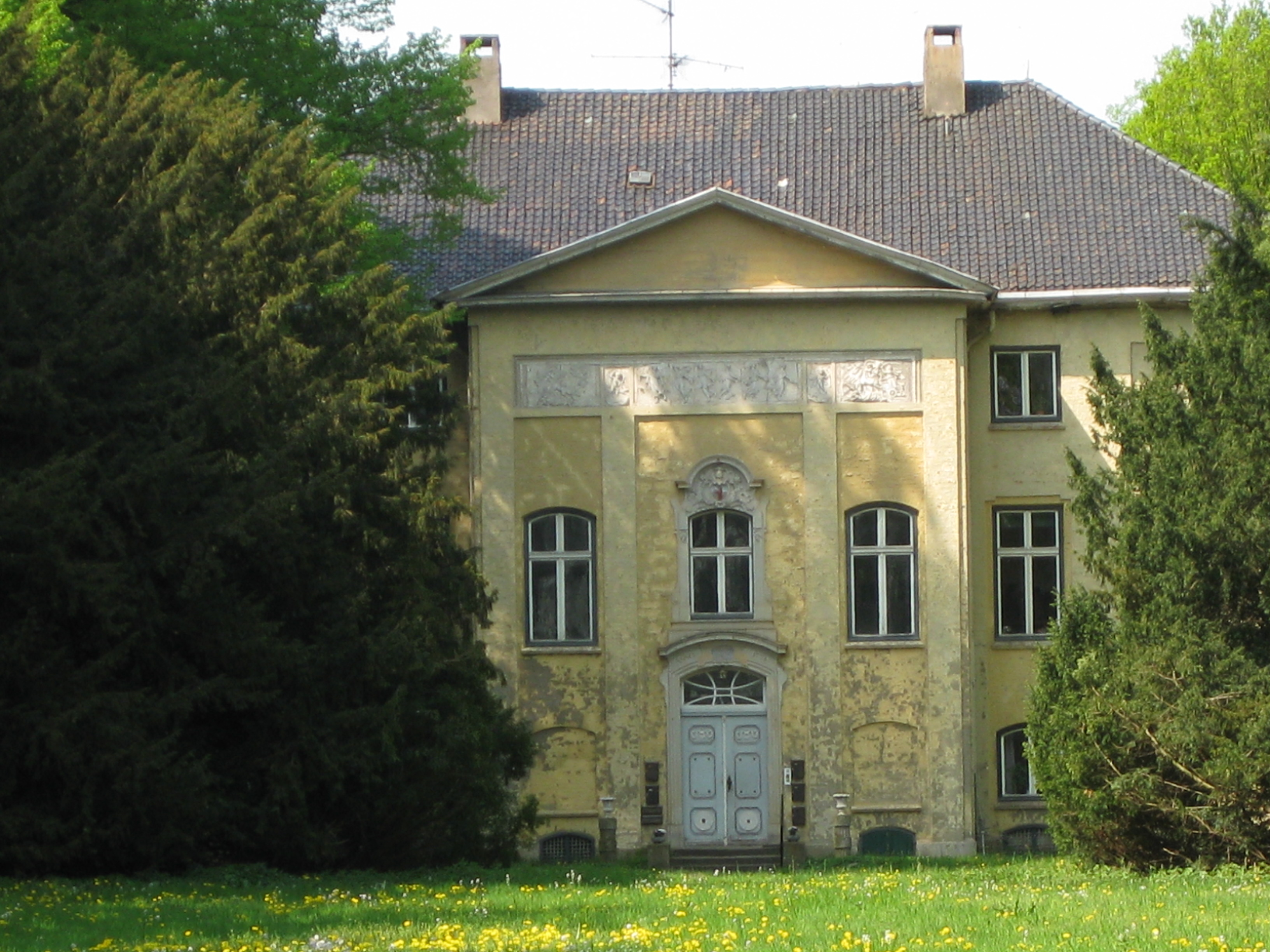
Klassizistisches Herrenhaus des Gutes Niendorf (2009)

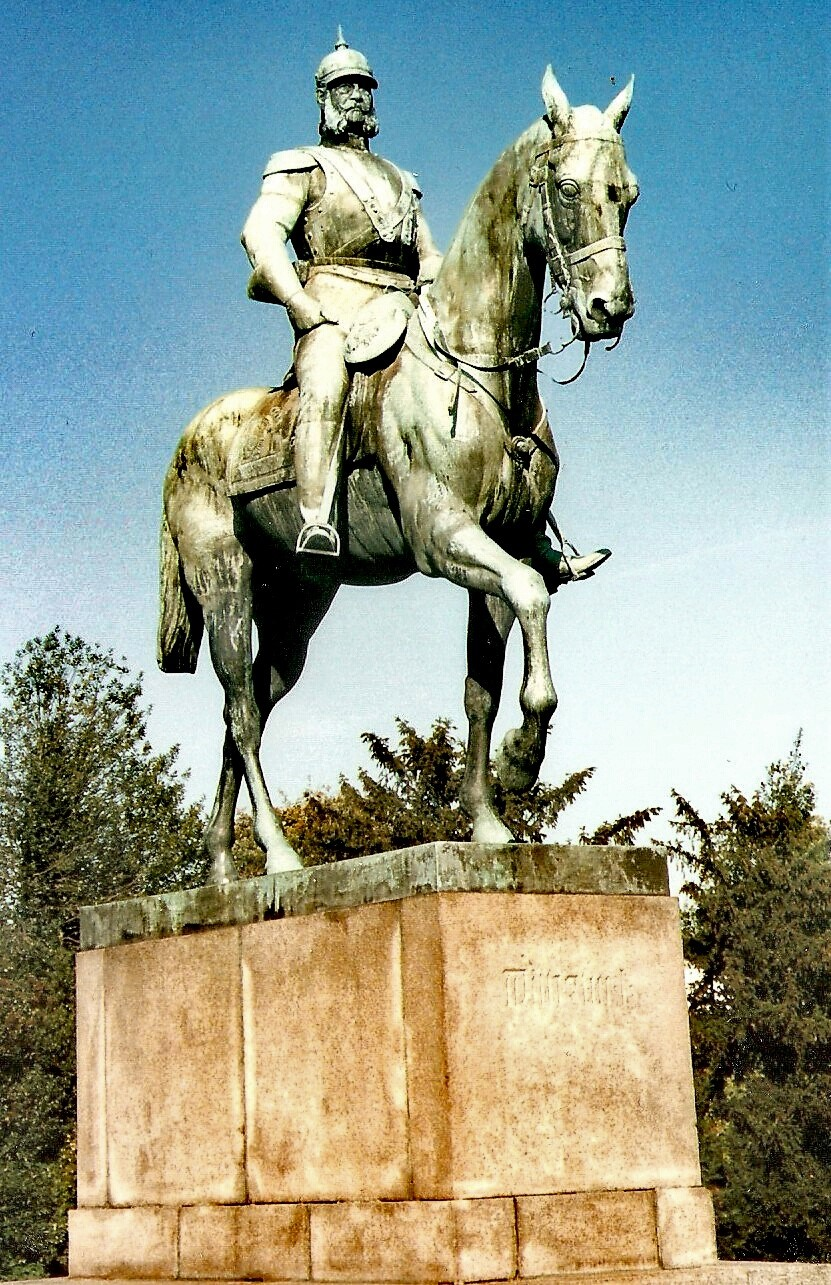
Das Reiterstandbild Wilhelms I.

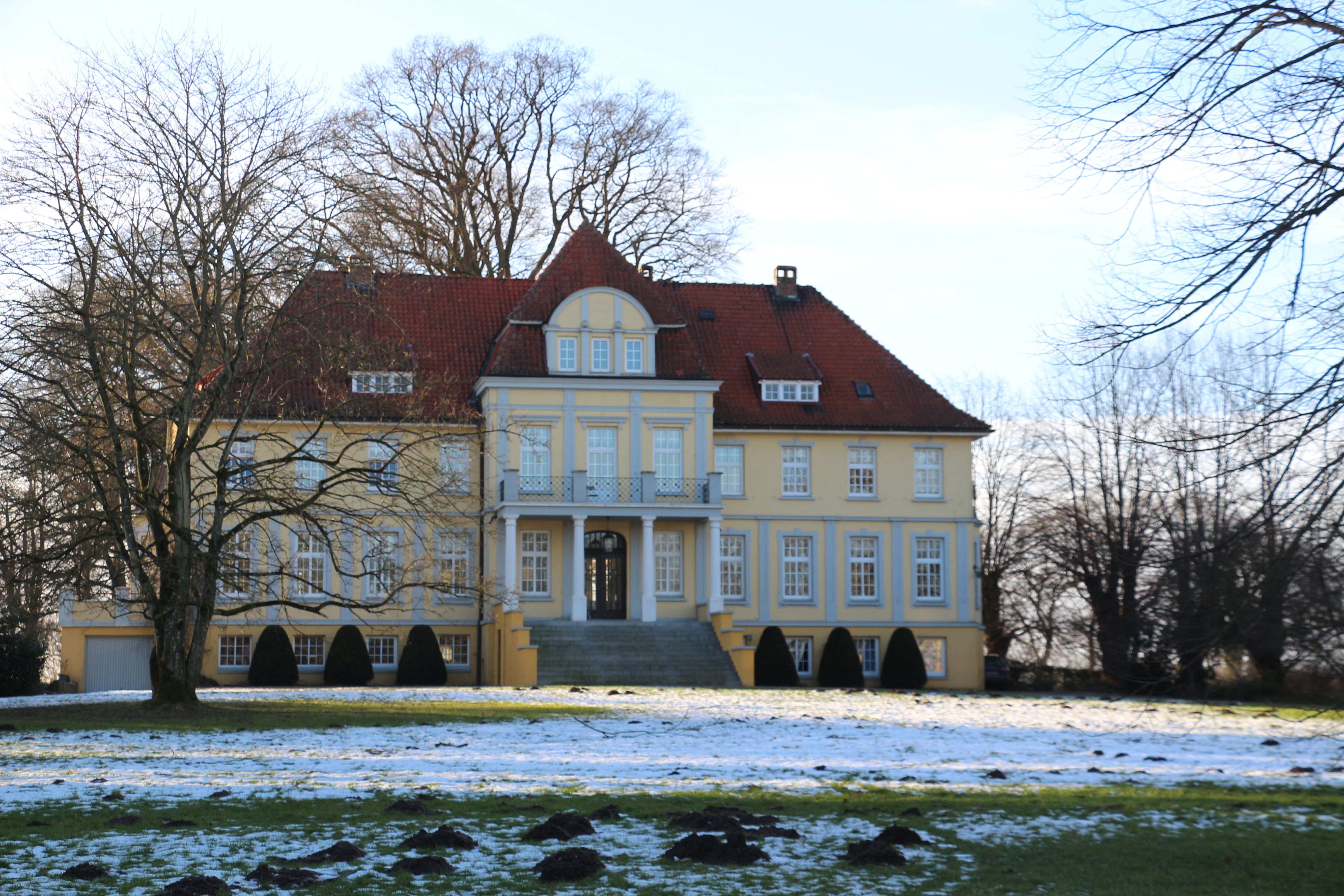
Gutshaus Warleberg

Am 1. Mai 1913 pachtete er das Herrenhaus Niendorf nebst Zubehör und Jagd (Gut Weißenrode) von der Stadt Lübeck, das er bis zu seinem Tod bewirtschaftete und bewohnte. 1920 erwarb er das Gut Warleberg (Gemeinde Neuwittenbek) hinzu, das bis heute von seinen Nachkommen bewirtschaftet wird.
In Lübeck war Buchenau bereits seit 1908 Mitglied der Gesellschaft zur Beförderung gemeinnütziger Tätigkeit.
1921 erklärten Senat und Bürgerschaft in Lübeck der Situation und dem Druck der Sozialdemokraten folgend „das (Reiter)Standbild bestmöglich zu verwerten“. Buchenau erstand die Plastik und ließ es im Park des Herrenhauses aufstellen. Das Denkmal gelangte 1934 wieder in den Besitz der Stadt und steht heute zwischen dem Lindenplatz und Bahnhof.
Zu den Gästen des Paares auf Niendorf gehörte der Kapellmeister und Komponist Hermann Hans Wetzler, der hier 1922 seine Symphonische Phantasie für Orchester, op. 10 vollendete, ihr den Titel Weissenrode gab und sie Anna und Siegfried Buchenau widmete.
Bedeutend wurde Siegfried Buchenau als Kunstsammler und Mäzen. Er gehörte zu den Stiftern der von Karl Schaefer 1918 initiierten Overbeck-Gesellschaft. Der Kulturkritiker Abram B. Enns hebt hervor, dass es zwei qualifizierte Privatsammler in Lübeck gab, die es dem engagierten Museumsdirektor Carl Georg Heise in den Zwanziger Jahren und bis zu seiner Entlassung 1933 ermöglichten, in Lübeck mehrfach moderne Kunst (auch solche aus dem Ausland) auszustellen, neben dem bekannteren Max Linde nennt er Siegfried Buchenau.

## Nachfahren

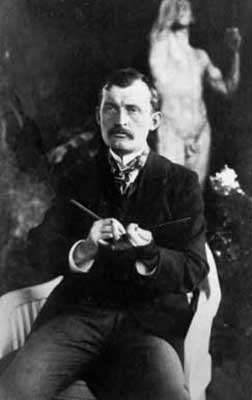
Edvard Munch im Jahre 1902 im Garten der Lindeschen Villa in Lübeck. Im Hintergrund Das Eherne Zeitalter von Auguste Rodin, das nach dem Ersten Weltkrieg in die Sammlung Buchenaus überging

Nach dem Zweiten Weltkrieg konnte der Lübecker Museumsdirektor Hans Arnold Gräbke den 1940 „frei gewordenen“ Sockel des Jünglings von Georg Kolbe im Garten des Behnhauses dank einer Leihgabe der Erben Buchenaus mit dem Ehernen Zeitalter des Bildhauers Auguste Rodin besetzen, diese Leihgabe, die von der Sammlung Max Linde an Siegfried Buchenau übergegangen war, wurde jedoch in den 1950er Jahren zurückgezogen.
Der Sohn Franz (Wilhelm) Buchenau (* 29. September 1900 in Torreón; † 13. März 1969 in Mexiko-Stadt) wurde Manager des Solinger Export-Unternehmens Heinrich Böker.
Die Tochter Margarete (* 1913) heiratete den Drucker Alfred Zantop (* 1900 in Wildungen), der seit 1925 in Barcelona lebte, dort eine Druckerei betrieb und den die Alliierten verdächtigten, ein Abwehr-Agent der deutschen Nationalsozialisten in Spanien zu sein und der in Sachen Raubkunst über eine direkte Ansprechebene bei Hermann Göring verfügte. Er verkaufte mehrere Kunstwerke über den nationalsozialistischen Kunsteinkäufer Alois Miedl. 1955 wird Zantop als Leihgeber der Westberliner „Adolph Menzel“-Ausstellung in Berlin im Katalog erwähnt. Ein Sohn von Alfred und Margarete Zantop war der gemeinsam mit seiner Frau Susanne 2001 ermordete Geologe und Professor am Dartmouth College Half Zantop, in deren Nachlass Sammlungsbestandteile der Sammlung Siegfried Buchenau dokumentiert sind.

## Sammlung Buchenau

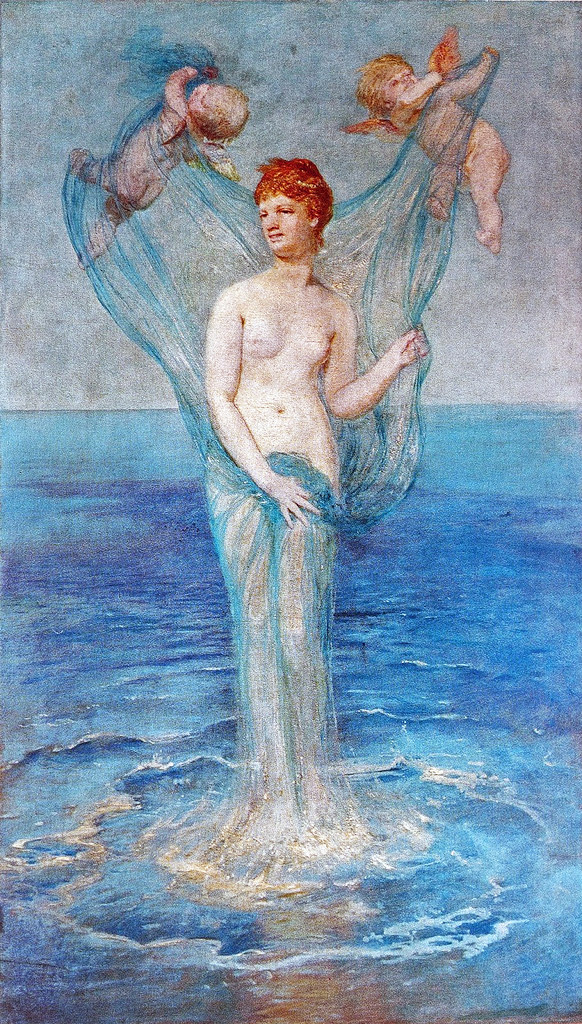

Siegfried Buchenau erwarb eine umfangreiche Kunstsammlung, die er seiner Frau vermachte und aus der seine Witwe Anna Buchenau und die Erben in den folgenden Jahren einzelne Stücke veräußerten. Eine vollständige Dokumentation dieser bedeutenden Sammlung im Zusammenhang ist nicht bekannt, allerdings sind Recherchen zu einzelnen Sammlungsbestandteilen verfügbar. Zur Sammlung Buchenau gehörten nach heutigem Stand der Provenienzforschung aufgrund dokumentierter Transaktionen am Kunstmarkt folgende Werke (nach Verkäufen bzw. letzten Besitznachweisen geordnet):
Verkäufe durch Siegfried Buchenau (bis 1932)
- Anselm Feuerbach: Das Mädchen mit dem toten Vogel, erworben nach 1907, 1913 verkauft über den Kunsthandel, Niedersächsisches Landesmuseum Hannover
- Hans Thoma: Bergauf/Landschaft am Oberrhein mit Ochsengespann (1886), erworben vor 1919, 1922 verkauft, später Sonderauftrag-Linz-Bestand[20]
- Lovis Corinth: Liegender weiblicher Akt (1899), erworben ? über Kunsthandlung Fritz Gurlitt, 1926 verkauft an die Kunsthalle Bremen[21]
- Arnold Böcklin: Der Künstler mit seiner Frau (1863/64), erworben 1919, verkauft 1927 über Caspari, München, Alte Nationalgalerie Berlin
- Willem Kalf: Stilleben (1659), erworben über Karl Haberstock, 1931 Geschenk von Siegfried Buchenau an die Kunsthalle Bremen

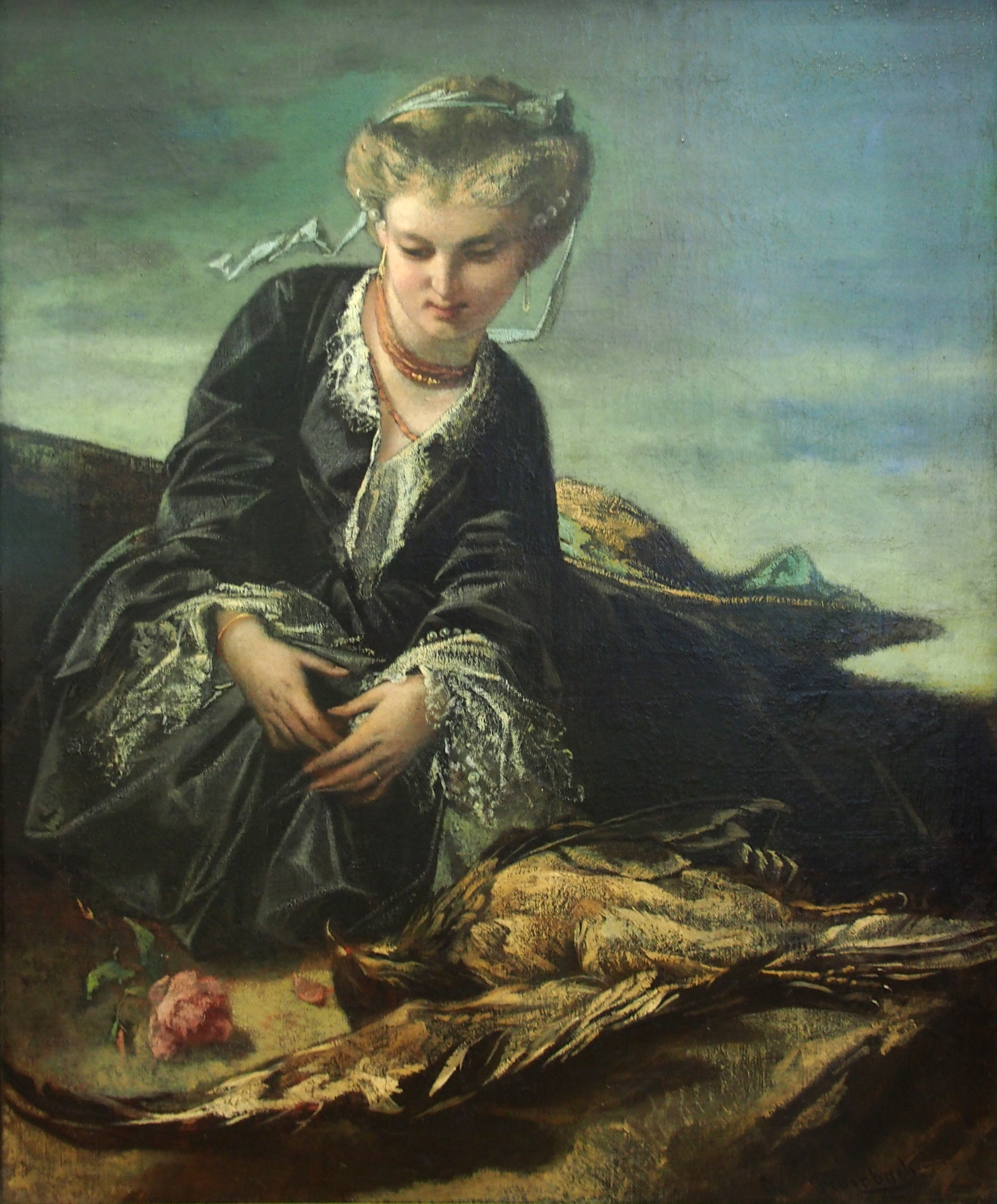
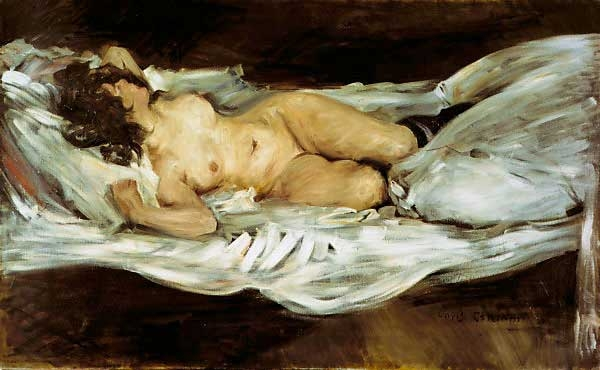
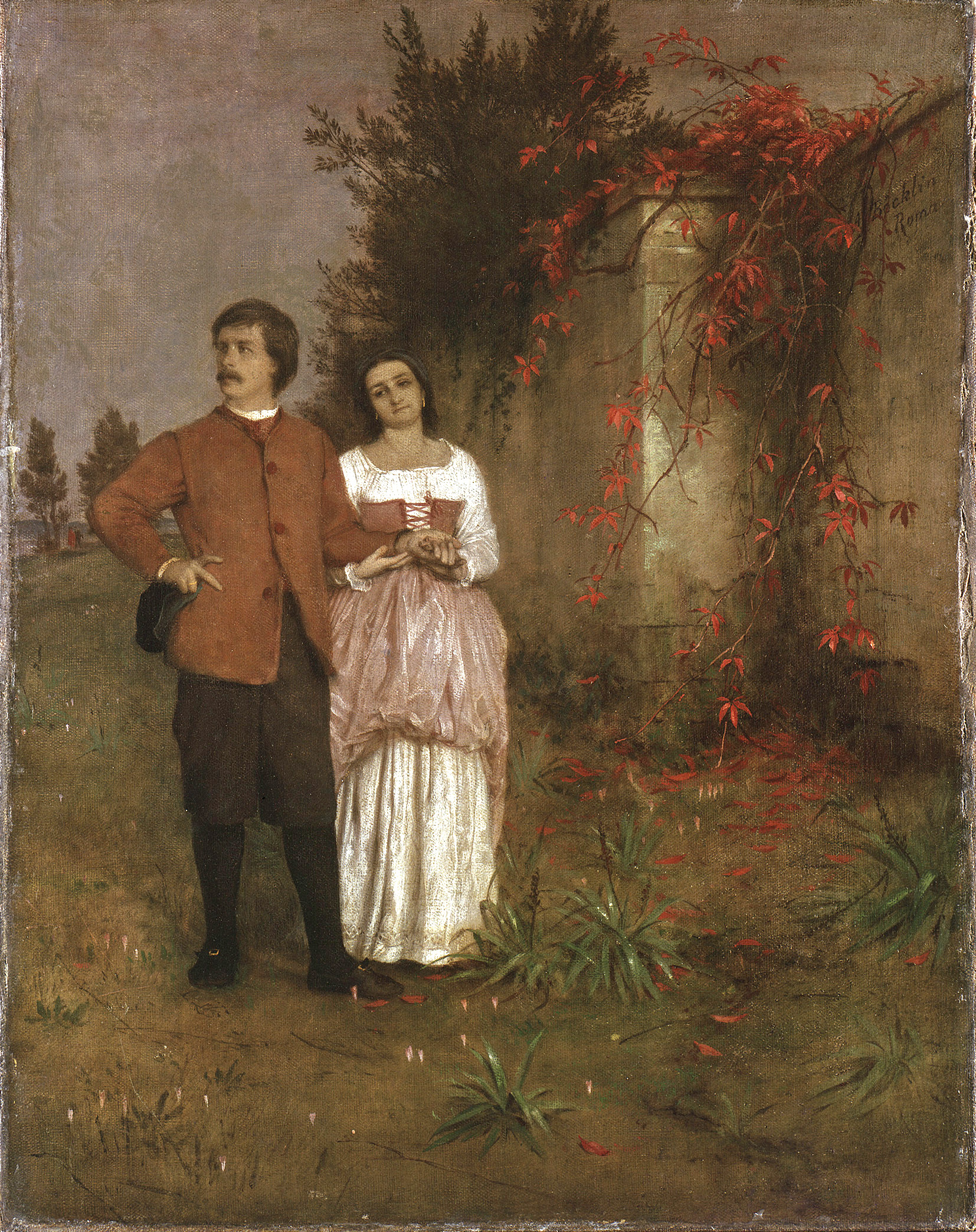

Verkäufe durch die Erben oder Leihgaben der Erben (ab 1933)
- Johannes Hannot (zugeschrieben, früher Jan Davidsz. de Heem): Blumenstilleben, 1933 an Jacques Goudstikker verkauft[22]
- Arnold Böcklin: Geburt der Venus, 1911 erworben,  1939 über Karl Haberstock an Sonderauftrag Linz verkauft, heute Leihgabe der Bundesrepublik Deutschland, Hessisches Landesmuseum Darmstadt[23]
- Gerrit Adriaenszoon Berckheyde: A view of Haarlem from the northwest corner with the Kruispoort and St. Bavo's Cathedral beyond, vor 1934 über Jacques Goudstikker erworben, 1934 bis 1939 als Leihgabe im Rijksmuseum Amsterdam ausgestellt, dann verkauft (?), 2010 bei Christie’s versteigert[24]
- Adriaen Brouwer (Umkreis): Ausgelassenes Fest vor einer Schenke, 1927 über Jacques Goudstikker erworben, 1929 bis 1939 als Leihgabe im Rijksmuseum Amsterdam ausgestellt, 1939 in die Schweiz verkauft, 2014 bei Koller versteigert[25]
- Jakob Philipp Hackert: Italienische Stadt mit Wasserfall (Isola de Sora; Die Cascata Grande in Isola die Sora) (1794), ca. 1937 verkauft an die Kunsthandlung Hildebrand Gurlitt[26]
- (Kopie nach) Philips de Koninck: Wide River Landscape, erworben nach 1915, 1967 im Besitz der Tochter Margarete Zantop[27]
- Salomon Koninck: Verspottung der Ceres durch Stellio (1645), erworben vor 1936 über Karl Haberstock, 1989 im Kunsthandel, heute Privatsammlung Milwaukee[28]
- Gabriel Metsu (?): Christus und die Ehebrecherin (ca. 1650), erworben vor 1928, 1939 ausgestellt durch Jacques Goudstikker, vermutlich 1940 verkauft an niederländische Privatsammlung[29]
- Auguste Rodin: Das Eherne Zeitalter, Guss von 1901, aus der Sammlung Max Linde, Anfang der 1950er Jahre nach Spanien an die Erben gegangen, 1956 Verkauf über Fritz Nathan in Zürich an die National Gallery of Canada in Ottawa[30]
- Auguste Rodin: Eve (1901), um 1922 erworben aus der Sammlung Linde, 2014 von den Nachkommen bei Sotheby’s versteigert[31]
- Rubens-Werkstatt: Meleager und Atalante (1634), wohl 1931 über Jacques Goudstikker erworben, 1934 bis 1939 als Leihgabe im Rijksmuseum Amsterdam ausgestellt, 1943 von Anna Buchenau wohl über Alois Miedl an Hermann Göring verkauft, heute Leihgabe der Bundesrepublik Deutschland an das Rheinische Landesmuseum Bonn[32]
- Hans Thoma: Knabe am Bach (1880), 1939 über Karl Haberstock an Sonderauftrag Linz verkauft[33]
- Hans Thoma: Der Hüter des Tales, Fassung von 1889, 1937 über Karl Haberstock an Adolf Hitler für den Berghof (Obersalzberg) verkauft, seit 1945 verschollen[34]
- Tizian-Werkstatt: Venus vor dem Spiegel/ Toilette der Venus (um 1555), verkauft an Sonderauftrag Linz, heute Leihgabe der Bundesrepublik Deutschland im Wallraf-Richartz-Museum & Fondation Corboud[35]
- Kopie des 19. Jh. aus der Sammlung Charles Crews in London nach Philips de Konincks Flusslandschaft, 1967 im Eigentum der Tochter Buchenaus, Margarete Zantop, in Barcelona[36]
- Willem Kalf: Bauer und Bäuerin, erworben 1928 über Jacques Goudstikker, 1934 bis 1939 als Leihgabe im Rijksmuseum Amsterdam ausgestellt, im Erbgang an Sohn Franz Buchenau, Solingen, 1963 verkauft an Kunsthandlung Julius Böhler, München[37]
- Quiringh van Brekelenkam: Young woman looking in the mirror, with a maidservant in an interior (1662), erworben 1930, 1950 in einer Lübecker Privatsammlung[38]
- Jan Steen: The marriage of Tobias and Sarah (Tobit 7) (1667–1672), erworben 1928 über Karl Haberstock, 1958 durch Alfred Zantop in Barcelona verkauft an Karl Girardet[39]
- Caspar Netscher: Mutter mit Kindern

Verbleib in der Familie oder unklar
- Lovis Corinth: Im Wochenbett (Charlotte mit Wilhelmine) (BC 391) (1909):[40]
- Lovis Corinth: Spankorb auf brauner Tischplatte/Rosa Rosen im Spankorb (BC 480), Verbleib unbekannt[41]
- Abraham van Beijeren: ? (1676), 2001 im Haushalt von Half und Susanne Zantop[42]
- Auguste Rodin: Faunesse à genoux, aus der Sammlung Linde, 2001 im Haushalt von Half und Susanne Zantop[43]
- Adolph Menzel: Badende Knaben in der Saale bei Kösen, Leihgabe 1955 nach Berlin
- Philips Wouwerman: Heuvellandschap met enkele ruiters die hun paarden drenken, erworben 1924, Verbleib?[44]
- Julius Porcellis: Schepen op zee met rechtsvoor een vissersbootje 1958 noch im Familienbesitz, Verbleib?[45]
- Kopie nach Peter Paul Rubens: The meeting of David and Abigail, erworben ?, Verbleib?[46]
- Jan van der Heyden: View of the garden of Huis ten Bosch (1668), erworben 1930 von Jacques Goudstikker, Verbleib?[47]
- Wilhelm Leibl: Kopf einer Bäuerin mit schwarzem Kopftuch und pfirsichroter Jacke(1890/95) nach Getty Provenance Index (1941)

Sonstiges im weiteren Zusammenhang
- 1922 erwarb er das ursprünglich zur Aufstellung auf dem Lübecker Markt vorgesehene Reiterdenkmal Kaiser Wilhelm I. von Louis Tuaillon[48] und ließ es im Park von Gut Niendorf aufstellen; 1934 erwarb die Stadt Lübeck es zurück.

- Eines der Hauptwerke des Bildhauers Johannes Junge ist die um 1420 datierte sogenannte Niendorfer Madonna im St.-Annen-Museum Lübeck, benannt nach dem damals von Buchenau gepachteten Lübecker Stadtgut Niendorf, wo sie am Giebel einer Scheune angebracht in den 1920ern wieder aufgefunden wurde. Sie soll dort mit drei weiteren Skulpturen seit Anfang des 19. Jahrhunderts gestanden haben.[49] Das Gut gehörte zu der Zeit dem Lübecker Maire Friedrich Adolph von Heintze. Es wird vermutet, dass sie ursprünglich zur Ausstattung einer der Anfang des 19. Jahrhunderts abgebrochenen Lübecker Nebenkirchen oder Kapelle der Gotik gehört haben könnten.